# Tambores
Tambores is een Uruguayaanse stad, gelegen op de grens van het departement Paysandú en het departement Tacuarembó en behoort tot beide departementen. De stad ligt op 40 km van Tacuarembó en op 200 km van Paysandú en telt ongeveer 2.500 inwoners.